# 格魯瓊茲車站
格魯瓊茲車站（波蘭語：Stacja Grudziądz）是波蘭庫亞維-波美拉尼亞省格魯瓊茲的主要鐵路車站，啟用於1878年。原有的車站在1945年毀於二戰，後於1963年至1965年間重建。